# Amblyseius pascalis
Amblyseius pascalis är en spindeldjursart som beskrevs av Tseng 1983. Amblyseius pascalis ingår i släktet Amblyseius och familjen Phytoseiidae. Inga underarter finns listade i Catalogue of Life.